# Giornata internazionale della visibilità transgender

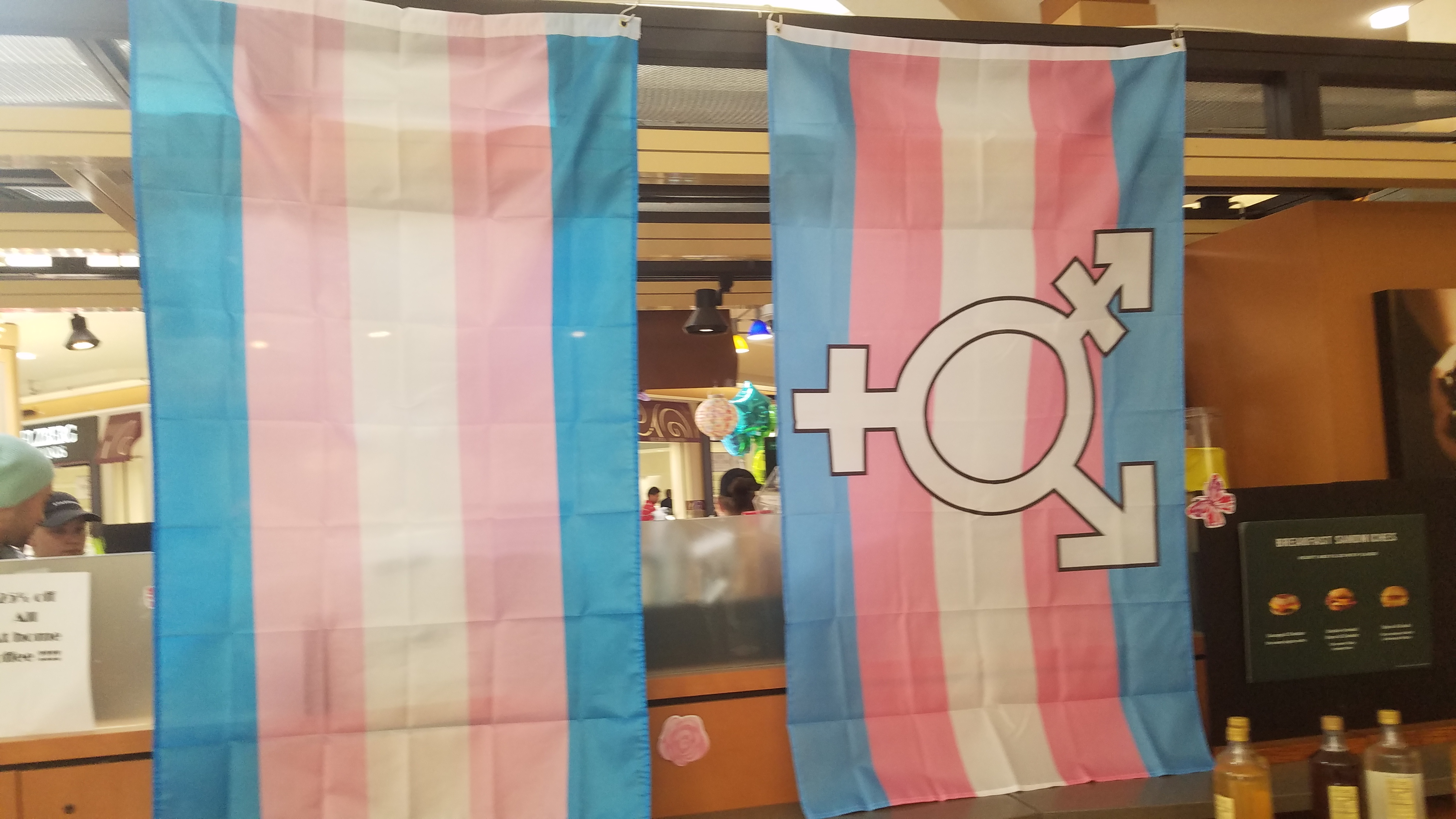
Bandiera della Giornata internazionale della visibilità transgender.

La giornata internazionale della visibilità transgender è una ricorrenza annuale che cade il 31 marzo dedicata alla sensibilizzazione contro le discriminazioni verso le persone transgender in tutto il mondo. 
La giornata fu fondata dall'attivista transgender statunitense Rachel Crandall nel 2009 evidenziando il fatto che non esistevano giornate specifiche per la visibilità della comunità transgender all'interno della comunità LGBT, dato che l'unica data dedicata era il Transgeder Day of Remembrance, che ricorda le vittime di odio transfobico ma non è specificamente indirizzata alla visibilità transgender.
Nel 2014 la giornata fu adottata dagli attivisti LGBT a livello internazionale.